# Bahnhof Bad Soden-Salmünster
Der Bahnhof Bad Soden-Salmünster ist der Bahnhof der Stadt Bad Soden-Salmünster an der Bahnstrecke Frankfurt–Göttingen in Hessen.

## Geschichte
Der Bahnhof wurde am 1. Juli 1868 mit der Eröffnung des Streckenabschnitts Wächtersbach–Steinau (Straße) der Kinzigtalbahn eröffnet. Die Kinzigtalbahn ist Teil des ehemaligen kurhessischen, dann preußischen Eisenbahnprojektes „Frankfurt-Bebraer Eisenbahn“. Der ursprüngliche Name des Bahnhofs war noch 1880 Salmünster, dann Salmünster-Soden (noch 1928), anschließend Salmünster-Bad Soden (noch 1971).
Das Empfangsgebäude des Bahnhofs ist heute ein Kulturdenkmal nach dem Hessischen Denkmalschutzgesetz.

## Verkehr
Der Bahnhof hat einen Haus- und einen Inselbahnsteig. Der Hausbahnsteig (Gleis 1) und Gleis 2 werden von den Regional-Express-Zügen der Relation Frankfurt Hbf – Hanau Hbf – Wächtersbach – Fulda sowie den Hessen-Express-Zügen der Relation Frankfurt Hbf – Hanau Hbf – Fulda – Bebra angefahren. Das Gleis 3, welches sich neben Gleis 2 am Inselbahnsteig befindet, dient den einzelnen Regionalbahnen der Relation Frankfurt Hbf – Hanau Hbf – Wächtersbach – Bad Soden-Salmünster.
Der Bahnhof wird heute ausschließlich vom Nah- und Regionalverkehr bedient. Die ICE- und IC-Züge fahren ohne Halt durch. Die zulässige Geschwindigkeit auf den durchgehenden Hauptgleisen beträgt 160 km/h.
| Linie | Verlauf | Takt                        |
| ----- | --- | --------------------------- |
| RE 5  | Kinzigtalbahn: Frankfurt (Main) Hbf – Frankfurt (Main) Süd – Hanau Hbf – Bad Soden-Salmünster – Schlüchtern – Fulda – Hünfeld – Bad Hersfeld – Bebra Stand: Fahrplanwechsel Dezember 2021 | einzelne Züge               |
| RE 50 | Kinzigtalbahn: Frankfurt (Main) Hbf – Frankfurt (Main) Süd – Offenbach (Main) Hbf – Hanau Hbf – Langenselbold – Gelnhausen – Wächtersbach – Bad Soden-Salmünster – Steinau (Straße) – Schlüchtern – Flieden – Neuhof (Kr Fulda) – Fulda (– Hünfeld – Bad Hersfeld – Bebra) (einzelne Züge) Stand: Fahrplanwechsel Dezember 2021 | 60 min (Verstärker zur HVZ) |
| RB 51 | Kinzigtalbahn: Frankfurt (Main) Hbf – Frankfurt (Main) Süd – Offenbach (Main) Hbf – Hanau Hbf – Wolfgang (Kr Hanau) – Rodenbach (b Hanau) – Langenselbold – Niedermittlau – Hailer-Meerholz – Gelnhausen – Haitz-Höchst – Wirtheim – Wächtersbach – Bad Soden-Salmünster Stand: Fahrplanwechsel Dezember 2021                   | einzelne Züge zur HVZ       |

Der Bahnhof ist zudem mit Regionalbussen an umliegende Kommunen angeschlossen:
| Buslinie | Weg                                                                | Betreiber                             |
| -------- | ------------------------------------------------------------------ | ------------------------------------- |
| MKK-76A  | Anruf-Sammel-Taxi: Bad Soden-Salmünster – Birstein                 | Regionalverkehr Main-Kinzig           |
| MKK-90   | Bad Soden-Salmünster – Romsthal – Steinau – Schlüchtern            | VGF Verkehrsgesellschaft Region Fulda |
| MKK-94   | (Altengronau – Jossa –) Marjoß – Mernes – Bad Soden-Salmünster     | VGF Verkehrsgesellschaft Region Fulda |
| MKK-95   | Bad Soden-Salmünster – Kerbersdorf – (Freiensteinau) – Schlüchtern | VGF Verkehrsgesellschaft Region Fulda |
| MKK-99   | Bad Soden-Salmünster – Romsthal – Steinau (– Marjoß)               | VGF Verkehrsgesellschaft Region Fulda |

## Zukunft
Eine Modernisierung und barrierefreie Erschließung der Station ist in Planung und sollte im Februar 2022 beginnen und bis Oktober 2023 abgeschlossen sein. Aufgrund von Planungsproblemen verschiebt sich die Modernisierung auf einen unbekannten Zeitpunkt. Vorgesehen sind die Sanierung des Empfangsgebäudes, der Neubau der drei Bahnsteige inklusive der Überdachung, die Errichtung einer Aufzugsanlage zum Mittelbahnsteig sowie einer Rampe von der Personenunterführung in das Empfangsgebäude zur Erschließung des Hausbahnsteiges.
Seitens der Kreisverkehrsgesellschaft wird eine dauerhafte Verlängerung der Linie RB 51 von Wächtersbach bis Bad Soden-Salmünster angestrebt. Bisher fahren nur einige Züge werktags bis Bad Soden-Salmünster beziehungsweise starten dort in Richtung Frankfurt Hbf.
Zukünftig soll aus den einzelnen Zügen des Hessen-Express (RE 5) ein 60-/120-Minuten-Takt werden. Dies plant der Rhein-Main-Verkehrsverbund im Rahmen der Neubaustrecke Hanau–Fulda.